# Huchangipura, Jagalur
Huchangipura là một làng thuộc tehsil Jagalur, huyện Davanagere, bang Karnataka, Ấn Độ.